# Manuel Felipe de Tovar
Manuel Felipe de Tovar (ur. 1 stycznia 1803 w Caracas, zm. 21 lutego 1866 w Paryżu) – wenezuelski polityk, humanista i filantrop, prezydent Wenezueli od 29 września 1859 do 20 maja 1861 roku.

## Życiorys
Urodził się 1 stycznia 1803 roku, jego ojcem był Francisco Nicolás de Tovar y Tovar, a matką María Altagracia de Tovar y Ponte. W wyniku śmierci rodziców, opiekę przejął nad nim jego wujek, który wysłał de Tovara na uniwersytety w Anglii i Francji. W 1835 roku jako poseł był jedną z głównych osób, która starała się o przywrócenie na urząd obalonego José María Vargasa. W 1843 roku został przewodniczącym Izby Reprezentantów i w wyniku braku reakcji rządu na narastające problemy gospodarcze państwa poparł opozycję (Partię Liberalną). W 1840 roku wsparł finansowo utworzenie gazety El Venezolano, która promowała poglądy partii. W 1859 po utracie władzy przez Juliána Castro i końcu kadencji Pedro Guala, z ramienia wziął udział w wyborach na prezydenta w 1859 roku, które wygrał. Za jego kadencji trwała wojna domowa między liberałami i konserwatystami. 20 maja 1861 roku ustąpił ze stanowiska prezydenta i wyjechał z Wenezueli do Paryża, gdzie zmarł w 1866 roku. Był żonaty z Encarnación Rivas Pacheco.